# Il quinto potere
Il quinto potere (The Fifth Estate) è un film del 2013 diretto da Bill Condon.
Il film è incentrato sul rapporto tra Julian Assange, fondatore di WikiLeaks, e il portavoce Daniel Domscheit-Berg, interpretati rispettivamente da Benedict Cumberbatch e Daniel Brühl. La sceneggiatura si basa su due libri: Inside WikiLeaks. La mia esperienza al fianco di Julian Assange nel sito più pericoloso del mondo di Daniel Domscheit-Berg (Marsilio) e Wikileaks. La battaglia di Julian Assange contro il segreto di stato dei giornalisti britannici del Guardian Luke Harding e David Leigh (Nutrimenti).

## Trama
Il film si snoda intorno alla vicenda del fondatore di WikiLeaks, Julian Assange e del suo collega Daniel Domscheit-Berg, i quali decidono di puntare i riflettori del mondo sulle storture di un sistema di potere e privilegi, creando una piattaforma per la diffusione in forma anonima di informazioni riservate. Nel giro di poco tempo riescono a raggiungere il grande pubblico, diventando un vero e proprio strumento di controinformazione globale. Le tensioni tra i due, però, si scatenano quando riescono a raggiungere la più cospicua raccolta di informazioni riservate degli Stati Uniti.

## Distribuzione
Il primo trailer del film è stato diffuso il 17 luglio 2013. La programmazione nelle sale americane è poi prevista per il 18 ottobre. In Italia è stato distribuito dalla 01 Distribution dal 24 ottobre 2013.

## Critiche
Rivelatosi un flop con risultati deludenti al botteghino il film è stato vittima di duri attacchi da parte della critica, accusato di non far trasparire la realtà in quanto tale. Lo stesso Assange nel corso di un'intervista ha definito il film come un'opera "volta a demolire la mia credibilità personale".